# Kim Tae-hwan (ur. 1989)
Kim Tae-hwan (kor. 김태환; ur. 24 lipca 1989 w Gwangju) – południowokoreański piłkarz, występujący na pozycji obrońcy w południowokoreańskim klubie Jeonbuk Hyundai Motors oraz w reprezentacji Korei Południowej. Uczestnik Mistrzostw Świata 2022 i Pucharu Azji 2023.

## Statystyki

### Klubowe
Na podstawie:
| Klub                   | Sezonów | Liga       | Liga  | Liga   | Puchar krajowy | Puchar krajowy | Kontynentalne | Kontynentalne | Suma  | Suma   |
| Klub                   | Sezonów | Liga       | Mecze | Bramki | Mecze          | Bramki         | Mecze         | Bramki        | Mecze | Bramki |
| ---------------------- | ------- | ---------- | ----- | ------ | -------------- | -------------- | ------------- | ------------- | ----- | ------ |
| FC Seoul               | 3       | K League 1 | 47    | 2      | 12             | 0              | 6             | 0             | 65    | 2      |
| Seongnam FC            | 2       | K League 1 | 70    | 9      | 5              | 0              | –             | –             | 75    | 9      |
| Ulsan HD FC            | 8       | K League 1 | 217   | 9      | 7              | 2              | 32            | 0             | 256   | 11     |
| Gimcheon Sangmu FC     | 2       | K League 1 | 55    | 2      | 1              | 0              | –             | –             | 56    | 2      |
| Jeonbuk Hyundai Motors | 1       | K League 1 | 2     | 0      | 0              | 0              | 4             | 0             | 6     | 0      |
|                        | Łącznie | Łącznie    | 391   | 22     | 35             | 2              | 42            | 0             | 468   | 24     |

### Reprezentacyjne
Na podstawie:
| Mecze i gole w reprezentacji podczas Pucharu Azji 2023 | Mecze i gole w reprezentacji podczas Pucharu Azji 2023 | Mecze i gole w reprezentacji podczas Pucharu Azji 2023 | Mecze i gole w reprezentacji podczas Pucharu Azji 2023 | Mecze i gole w reprezentacji podczas Pucharu Azji 2023 | Mecze i gole w reprezentacji podczas Pucharu Azji 2023 | Mecze i gole w reprezentacji podczas Pucharu Azji 2023 | Mecze i gole w reprezentacji podczas Pucharu Azji 2023 |
| Lp.                                                    | Data                                                   | Miasto                                                 | Przeciwnik                                             | Wynik                                                  | Gole                                                   | Inne                                                   | Faza rozgrywek                                         |
| ------------------------------------------------------ | ------------------------------------------------------ | ------------------------------------------------------ | ------------------------------------------------------ | ------------------------------------------------------ | ------------------------------------------------------ | ------------------------------------------------------ | ------------------------------------------------------ |
| 1.                                                     | 15.01.2024                                             | Doha                                                   | Bahrajn                                                | 3:1 (1:0)                                              |                                                        |                                                        | Faza grupowa                                           |
| 2.                                                     | 20.01.2024                                             | Doha                                                   | Jordania                                               | 2:2 (1:2)                                              |                                                        |                                                        | Faza grupowa                                           |
| 3.                                                     | 25.01.2024                                             | Al-Wakra                                               | Malezja                                                | 3:3 (1:0)                                              |                                                        |                                                        | Faza grupowa                                           |
| 4.                                                     | 30.01.2024                                             | Ar-Rajjan                                              | Arabia Saudyjska                                       | 1:1 (k.2:4)                                            |                                                        |                                                        | 1/8 finału                                             |
| 5.                                                     | 02.02.2024                                             | Al-Wakra                                               | Australia                                              | 2:1 (0:1)                                              |                                                        |                                                        | Ćwierćfinał                                            |
| 6.                                                     | 06.02.2024                                             | Ar-Rajjan                                              | Jordania                                               | 0:2 (0:0)                                              |                                                        |                                                        | Półfinał                                               |

## Sukcesy
Na podstawie:

### Klubowe
Z FC Seoul:
- Mistrz Korei Południowej 2010, 2012

Z Seongnam FC:
- Puchar Korei Południowej 2014

Z Ulsan Hyunai:
- Liga Mistrzów AFC 2020
- Mistrz Korei Południowej 2022, 2023

### Reprezentacyjne
- III miejsce w Pucharze Azji 2023